# Brugdek

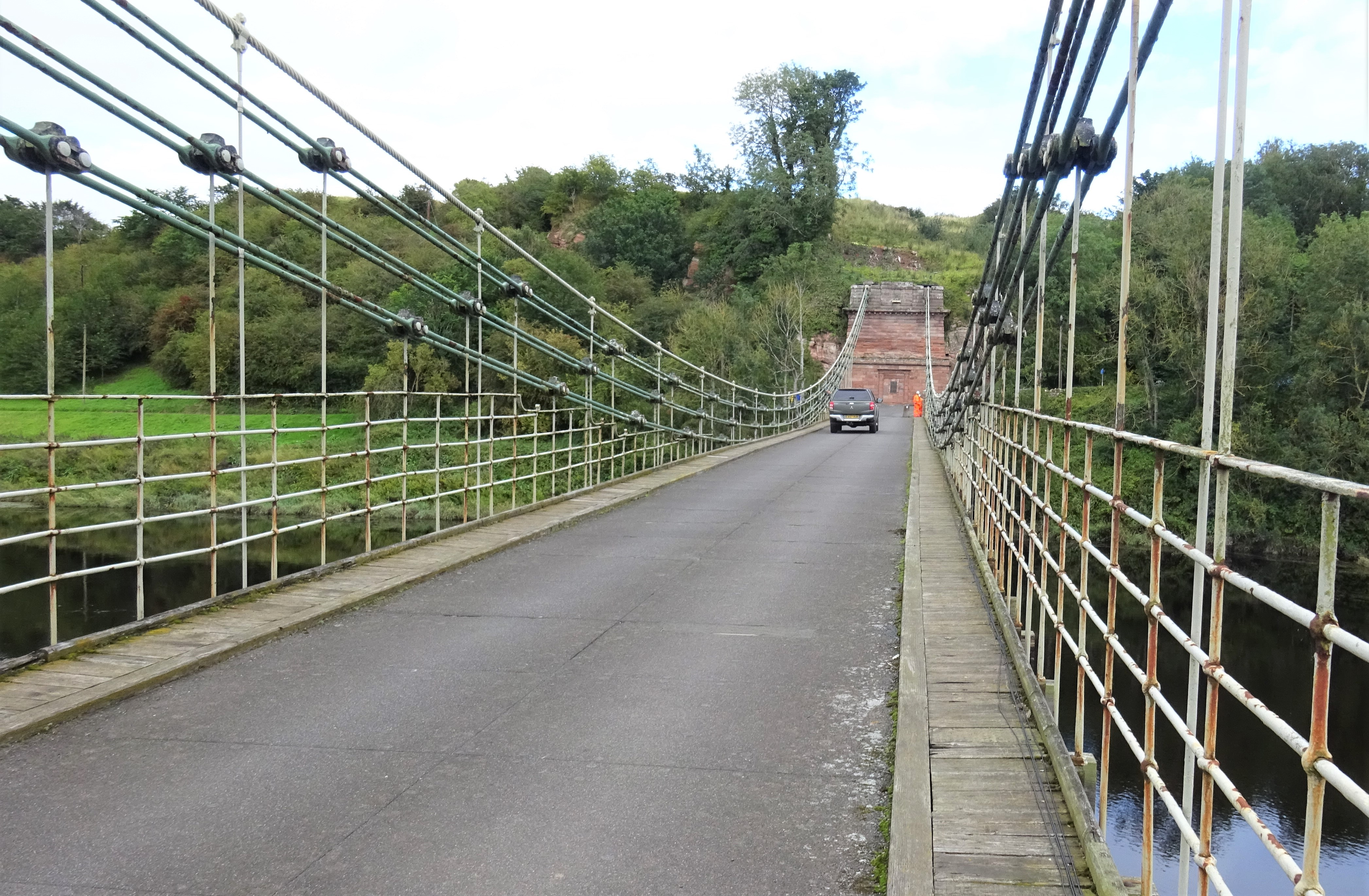
Brugdek van de Union Bridge in Engeland.

Met brugdek wordt meestal een onderdeel van een brug bedoeld.
Het is het deel van de brug waar het verkeer overheen gaat. Brugdekken kunnen van verschillende materialen gemaakt worden, zoals staal, hout, asfalt of vezelversterkte kunststof.
Daarnaast wordt de term gebruikt in de scheepvaart voor onder meer het dek waarop de stuurhut te vinden is.